# Chloroclystis pelopsaria
Chloroclystis pelopsaria là một loài bướm đêm trong họ Geometridae.